# Diadematoida
De Diadematoida zijn een orde van zee-egels uit de infraklasse Acroechinoidea.

## Kenmerken
Deze zee-egels hebben stekels die een lengte van 30 centimeter kunnen bereiken.

## Families

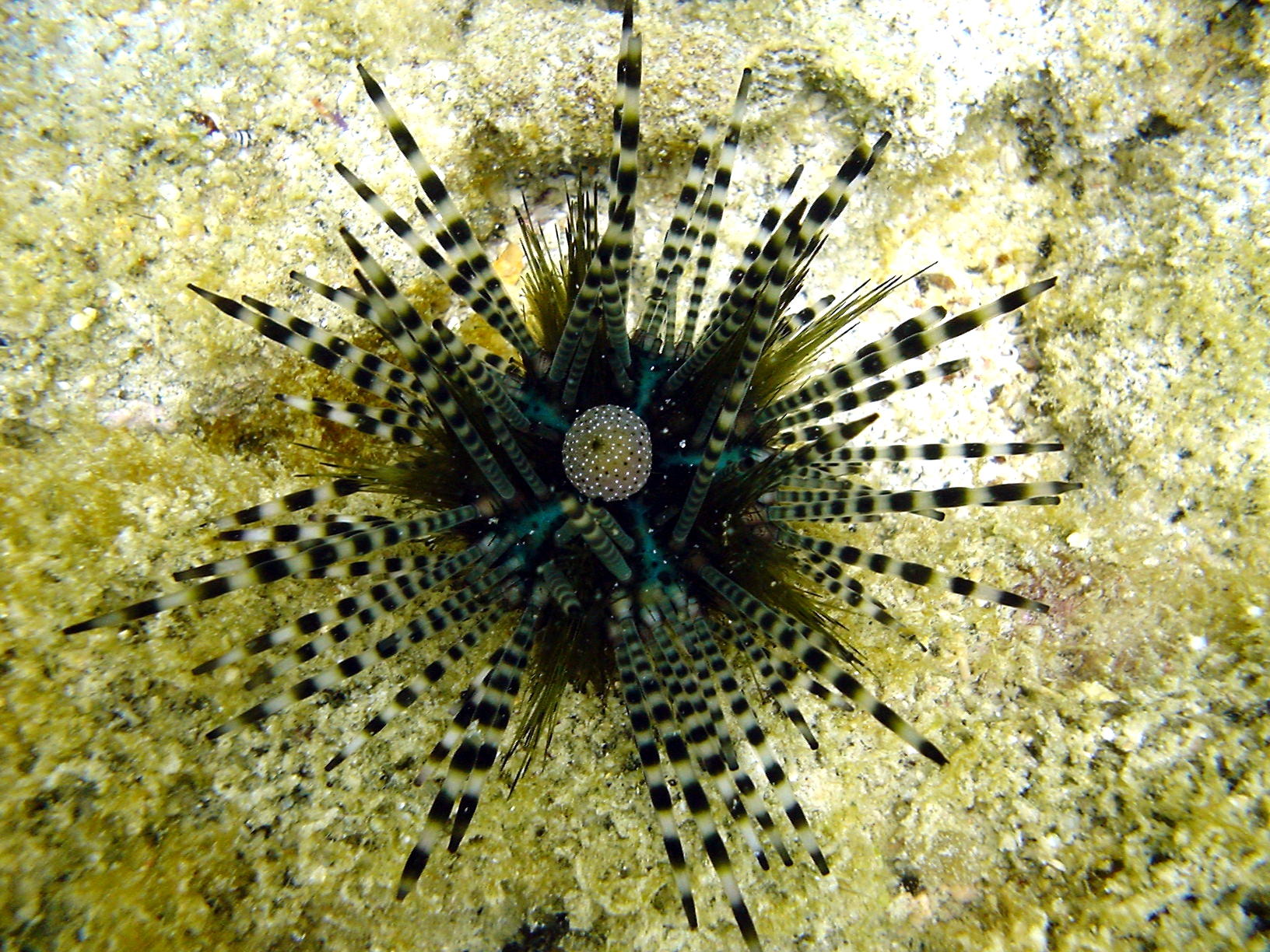
Echinothrix calamaris, een tropische diadeemzee-egel.

- Diadematidae Gray, 1855